# ОШ „Киш Ференц” Свилојево
ОШ „Киш Ференц” је једна од основних школа на подручју општине Апатин, Западнобачком округу. Смјештена је на адреси Главна 52, Свилојево. Име је добила по команданту XV војвођанске „Петефи“ бригаде Ференцу Кишу.

## Историјат
У периоду од 1898. године до 1902. године је саграђена народна школа у Свилојеву (тадашњи Силадји) у којој се и данас обавља настава. У периоду до Другог светског рата школа је имала 3 учионице и једну већу просторију. Сем ових просторија, једна просторија је служила као богомоља јер је црква тек касније изграђена. У оквиру зграде су се налазила и два стана, намењена наставницима који су предавали у школи. У овом периоду село се само проширивало и развијало. На пример, 1906. године у селу је живело 1592 становника а школа је имала 235 ученика.
У Краљевини Југославији се настава изводила на два језика. На ком језику ће дете похађати наставу није одређивао родитељ него је то зависило од имена детета. Ако је дететово име „звучало“ српски дете изучавало наставу на српском језику. Деца чија су имена била мађарска, уписивана су у одељења која су наставу слушала на мађарском наставном језику. По завршетку Другог светског рата је владало велико сиромаштво, што се одразило и на образовање. Много деце није било уписивано у школу, наставници једва да су добијали плату, а уџбеника није ни било. Велики проблем је био и недостатак наставног кадра што доказује пример да је на два учитеља било распоређено 250 ученика. У историји школе прве значајне промене су се догодиле почетком педесетих година, када је школа добила дозволу да прерасте у осмогодишњу основну школу. Нажалост, већ тада почиње одлив становништва из села, а и опадање броја ученика. Поготово су деведесете године оставиле трага на бројно стање ученика и мештана, јер је за ово време велики број становника у потрази за послом и бољим животом, отишло у иностранство. Од 1995. године доласком избеглог становништва из Хрватске школа поново постаје двојезична. Данас у школи постоји 14 одељења са 111 ученика и то од 1. до 8. разреда на мађарском језику, и од 1. до 8. разреда на српском језику. Први страни језик који се изучава је немачки језик.